# La preparazione alla festa del Redentore
La preparazione alla festa del Redentore è un dipinto di Beppe Ciardi. Eseguito probabilmente tra il 1910 e il 1915, appartiene alle collezioni d'arte della Fondazione Cariplo.

## Descrizione
La festa del Redentore è tra gli eventi più popolari di Venezia; il tema è quindi ricorrente nella pittura della città lagunare e lo stesso Ciardi lo affrontò in almeno un'altra occasione.

## Storia
Il dipinto faceva parte della collezione d'arte dell'Istituto Bancario Italiano; di conseguenza, confluì in quello della Fondazione Cariplo nel 1991.